# Спадщина (українознавчий клуб)
«Спадщина» — українознавчий клуб, який розпочав свою діяльність у 1987 році, одне з перших неформальних об'єднань національно свідомих інтелектуалів України при Київському Будинку вчених Академії наук УРСР.
Метою молодіжного дискусійного клубу були проголошені: просвітницька діяльність, підвищення рівня історичних, соціально-політичних знань, участь в охороні пам'яток історії та культури, захист навколишнього середовища.
Засновниками клубу стали Леонід Добрянський, Микола Жарких, Луція Забава, Віктор Кулинич, Андрій Мороз, Олексій Панасюк, Леонід Дмитренко (Олекса Негребецький), Іван Заєць та інші. Протягом першого року існування «Спадщини» заяви про вступ до клубу подали 182 особи.
Серед питань, піднятих засновниками «Спадщини», були: надання українській мові статусу державної та відновлення історичної символіки, а також відродження Києво-Могилянської академії, створення заповідників «Личаківський цвинтар» та «Шевченків гай», заснування музею Івана Гончара. Збори клубу 1988 року закликали до консолідації українських патріотичних сил, що стало одним з чинників створення у 1989 році Народного руху України за перебудову.
Члени клубу виступали за закриття Чорнобильської атомної електростанції, зупинення будівництва АЕС на території України; 13 листопада 1988 року організували і провели в Києві екологічний мітинг за участі представників Литви, Естонії, Вірменії.